# Максименко Юрій Володимирович
Юрій Володимирович Максименко (нар. 19 грудня 1981, Вінниця, УРСР) — український футболіст, універсал.

## Життєпис
У ДЮФЛУ в сезоні 1998/99 років виступав за «Ниву» (Вінниця). З весни 2000 року виступав за київське «Дніпро» в аматорському чемпіонаті України. Напередодні старту весняно-літньої частині сезону 2000/01 років перейшов у «Сталь-2». У футболці алчевського клубу дебютував 25 березня 2001 року в програному (0:3) виїзному поєдинку 16-го туру групи В Другої ліги України проти охтирського «Нафтовика». Юрій вийшов на поле в стартовому складі та відіграв увесь матч. У березні 2001 року провів за «Сталь-2» 2 поєдинки у Другій лізі України. Влітку 2002 року повернувся до київського «Дніпра» з аматорського чемпіонату України. З літа 2002 по травень 2004 року не виступав. У травні 2004 року приєднався до «Ниви». У футболці тернопільського клубу дебютував 28 березня 2004 року в нічийному (1:1) виїзному поєдинку 16-го туру групи А Другої ліги України проти «Рави». Максименко вийшов на поле в стартовому складі, на 57-й хвилині отримав жовту картку, а на 90-й хвилині його замінив Ігор Панчук. Першим голом у професіональному футболі відзначився 12 квітня 2004 року на 11-й хвилині переможного (2:1) домашнього поєдинку 19-го туру групи А Другої ліги України проти бориспільського «Борисфена-2». Юрій вийшов на поле в стартовому складі, а на 46-й хвилині його замінив Андрій Грегоращук. 
У 2004 році виїхав до Узбекистану, де виступав за «Согдіану» з Суперліги (3 поєдинки), а наступного року — до «Шахдаг-Самура» (Кусари) з Прем'єр-ліги Азербайджану (4 поєдинки). У 2006 році повернувся на батьківщину, виступав в аматорському чемпіонаті України за «Ниву-Світок», «Будфарфор» (Славутич) та «Горизонт» (Козятин). 
Влітку 2008 року підписав контракт з «Десною». У футболці чернігівського клубу дебютував 20 липня 2008 року в нічийному (0:0) домашньому поєдинку 1-го туру Першої ліги України проти калінінського «Фенікс-Іллічовця». Юрій вийшов на пле на 51-й хвилині, замінивши Юрія Комягіна. Цей матч так і залишився єдиним у складі чернігівського клубу. На початку серпня 2008 року перебрався до «Буковини». У футболці чернівецького клубу дебютував 10 серпня 2008 року в переможному (1:0) виїзному поєдинку 4-го туру групи А Другої ліги України проти чернігівської «Десни-2». Максименко вийшов на поле в стартовому складі, а на 59-й хвилині його замінив Максим Клочко. Першим голом за «Буковину» відзначився 15 серпня 2008 року на 44-й хвилині програного (2:3) домашнього поєдинку 5-го туру групи А Другої ліги України проти черкаського «Дніпра». Юрій вийшов на поле в стартовому складі, а на 44-й хвилині його замінив Максим Клочко. У першій половині сезону 2008/09 років 13 матчів (2 голи) у Другій лізі України.
З 2010 по 2021 рік виступав в обласних чемпіонатах та аматорському чемпіонаті України за «Вилам» (Хмільник), «КФКС-СДЮШОР-Нива» (Вінниця), «Путрівку», «Сокіл» (Гайсин), «Динамо» (Фастів), «Колос» (Ковалівка), «Зірка» (Київ), «Любомир» (Ставище), «Шляховик» (Погребище), «Моноліт» (Козятин), «Біофарм» (Літин) та ЯСКО (Шаргород), а також за футзальний колектив ЯСКО-2 (Вінниця).